# Vincenzo Boccia
Vincenzo Boccia (Salerno, 12 gennaio 1964) è un imprenditore italiano, Amministratore Delegato di BIG, Boccia Industria Grafica SpA, e presidente di Confindustria dal 2016 al 2020. Dal giugno 2019 al 9 ottobre 2023 è Presidente dell’Università Luiss Guido Carli. Dal 1º gennaio 2023 al 12 dicembre 2024 è stato Presidente della Luiss School of Government.

## Biografia
Laureatosi in Economia e Commercio presso l'Università degli Studi di Salerno, il sistema di rappresentanza che ruota intorno a Confindustria vede Vincenzo Boccia impegnato sin dagli inizi degli anni novanta, periodo in cui iniziò la sua attività nei Giovani imprenditori (movimento di cui è divenuto Vice Presidente nazionale nel 2000). Dal 2003 al 2007 ha ricoperto l'incarico di Presidente di Confindustria Assafrica & Mediterraneo, l'associazione per lo sviluppo delle imprese italiane nell'area. Dal 18 giugno 2012 al 24 marzo 2025 è stato Amministratore Delegato di Arti Grafiche Boccia, fondata dal padre Orazio nel 1961. Per Assografici, l'associazione di categoria di riferimento per il settore di attività della Arti Grafiche Boccia, è stato componente della Giunta e del Consiglio Direttivo. Dopo aver preso attivamente parte agli organi territoriali e nazionali di Piccola Industria, la componente del Sistema che più da vicino segue lo sviluppo e la crescita delle PMI, Boccia ne ricopre la carica di Presidente dal 2009 al 2013, diventando di diritto anche Vice Presidente di Confindustria. Nell'ottobre 2010 viene eletto Presidente dell'Advisory Board di Borsa Italiana per le PMI. Inoltre, all'interno della stessa Confindustria, Boccia guida il Comitato tecnico Credito e Finanza fino al maggio del 2016. Il 25 maggio 2016 Vincenzo Boccia è divenuto il trentesimo Presidente di Confindustria.
Conclude il suo mandato il 20 maggio 2020.
Da aprile 2019 a maggio 2019 è Vice Presidente Businessmed.
Dal giugno 2019 è presidente dell'Università Luiss Guido Carli e conclude il suo mandato il 9 ottobre 2023. Dal 1º gennaio 2023 al 12 dicembre 2024 è stato Presidente della Luiss School of Government.
Oratore ufficiale in occasione della cerimonia d'ingresso dei Capitani Reggenti della Repubblica di San Marino il 1 ottobre 2017.
Il 24 gennaio 2020 è tra i promotori del cosiddetto "Manifesto d'Assisi" per una economia a misura d'uomo contro la pandemia e la crisi climatica.
Nel dicembre 2020 viene insignito del titolo di Cavaliere dell'ordine nazionale della Legion d'Onore della Repubblica Francese.
Dal 9 ottobre 2024 è il presidente dell'Associazione Italiana degli Insigniti della "Legion d'Onore".

## Premi ed Onorificenze
14 settembre 2014 - riceve il premio speciale della giuria "Seledoro 2014" per la sua attività di promozione di una nuova cultura d'impresa.
18 marzo 2017 - riceve il premio "Antonio Genovesi" nell'ambito della settimana dell'economia in qualità di Presidente di Confindustria ed ex allievo dell'Istituto.
11 maggio 2017 -  riceve il Premio Speciale VII edizione premio "Guido Carli".
Giugno 2018 - riceve il Premio d'onore per l'impresa - "Premio Casentino ad Arezzo".
13 ottobre 2018 - a Washington riceve il riconoscimento ufficiale della National Italian American Foundation (NIAF) riservato alle personalità che si sono distinte per la loro attività.
Gennaio 2020 - riceve la Cittadinanza Onoraria della città di Treja.
Dicembre 2020 - viene insignito del titolo di Cavaliere dell'ordine nazionale della Legion d'Onore della Repubblica Francese.
12 luglio 2021 - riceve il "Premio Traiano" quale personalità di spicco del mondo della Cultura e dell'Economia.
20 luglio 2022 - gli viene conferito il premio "il Normanno" nell'ambito del Festival delle Colline Mediterranee quale riconoscimento per coloro che con impegno e passione contribuiscono alla crescita morale, culturale, economica e scientifica della nostra società, ispirandosi ai valori della Costituzione e dei diritti universali dell'uomo.

## Pubblicazioni
50 + 1 - Arti Grafiche Boccia di Luca Campigotto - edito da Alinari 24Ore 
Alephactory - Arti Grafiche Boccia per la Creatività Urbana - Osservatorio sulla Creatività Urbana
Valori d'impresa in azione di Coda, Minoia, Tessitore, Vitale - edito da EGEA
Arti Grafiche Boccia. Un'Impresa Italiana all'avanguardia di Valerio Castronovo - edito da Editori Laterza.
Quattro anni di Presidenza con Vincenzo Boccia. Confindustria 2016-2020 - edito da Confindustria Servizi.
L'Italia della Piccola Industria dal dopoguerra a oggi di Valerio Castronovo - edito da Editori Laterza.
Conversando con Vincenzo Boccia. Industria motore di sviluppo di Enrico Marro - edito da EDIESSE.
Urbanscape Salerno di Emilia Antonia De Vivo - edito da ARE.
Per una moderna Cultura d'impresa - Le idee e le opere dei Presidenti di Confindustria (1946 - 1992) Edizioni Interlinea. 
Infinito Futuro - Storia della Luiss 2019-2023 - edito da Luiss University Press, LuissX Srl.
Villa Blanc Rinascita di un monumento tra ecclettismo e modernità - edito da Luiss University Press, LuissX Srl.